# (19707) Tokunai
(19707) Tokunai est un astéroïde de la ceinture principale.

## Description
(19707) Tokunai est un astéroïde de la ceinture principale. Il fut découvert le 8 octobre 1999 à Nanyo par Tomimaru Okuni. Il présente une orbite caractérisée par un demi-grand axe de 2,25 UA, une excentricité de 0,19 et une inclinaison de 4,7° par rapport à l'écliptique.

## Compléments